# Strik (val)

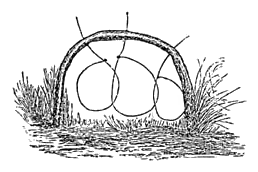
schets van drie strikken

Een strik of wildstrik is een (meestal ijzeren) draad die bedoeld is om kleine dieren (met name hazen en konijnen) te vangen. Het gebruik van strikken is illegaal en wordt gezien als stroperij.
Een strik wordt gemaakt door een draad te voorzien van een lus. Deze lus, de vanglus, iets groter dan de kop van het dier, wordt in een wildpad geplaatst, zodat de kans groot is dat klein wild hier doorheen loopt. Zodra dit gebeurt, komt de strik, die met het andere uiteinde aan een struik, tak of stok vastzit, steeds strakker om het lichaam te zitten. Het dier raakt in paniek waardoor het steeds vaster komt te zitten, vaak met als gevolg een (langzame) verstikking, als de strik om de nek komt, of uithongering als het dier met een poot vast komt te zitten. Niet alleen hazen en konijnen worden zo gevangen, soms blijft bijvoorbeeld een reekalf met een poot erin hangen. Het wordt dan weliswaar niet gedood, maar zal zich wel ernstig verwonden. Ook gezelschapdieren of beschermde dieren zoals egels worden soms door strikken gedood of ernstig verwond.

## Survival
Hoewel stropen met strikken verboden is, wordt de methode genoemd als survival-techniek om aan eten te komen.